# Catástrofe del vacío

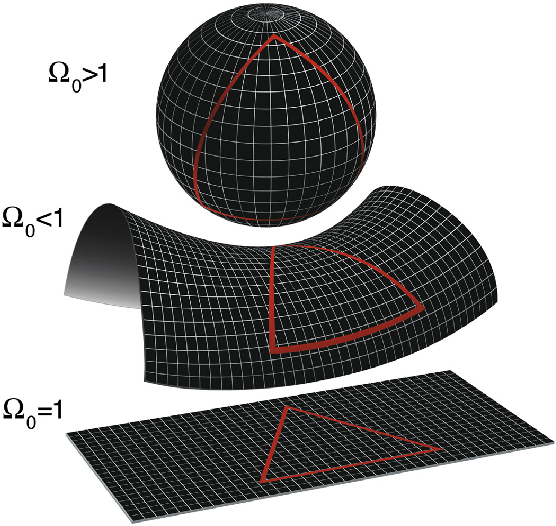
La catástrofe del vacío: esta figura muestra cómo un espacio puede tener diferentes formas generales, utilizando espacios bidimensionales para mayor claridad. De arriba abajo, tenemos espacios cerrados, abiertos y planos, con un triángulo superpuesto para enfatizar cómo la forma afecta al espacio

En cosmología, la catástrofe del vacío hace referencia al desacuerdo de 122 órdenes de magnitud entre el límite superior de la densidad de la energía del vacío calculado a partir de los datos obtenidos de la sonda Voyager de menos de 1014 GeV/m³ y la energía del punto cero de 10121 GeV/m³ sugerida por la teoría cuántica de campos. A esta discrepancia se la conoce como «la peor predicción teórica de la historia de la física».
Este problema fue identificado por Walther Nernst en una etapa temprana, lo que suscitó la pregunta sobre las consecuencias que tendría esa enorme cantidad de energía del vacío en los efectos gravitatorios. Rugh y Zenkernagel han realizado una valoración filosófica e histórica recientemente.

## La magnitud del desacuerdo y su contexto
Dentro del marco de la relatividad general propuesta por Einstein, se encuentra un componente fundamental, la constante Λ, conocida como la constante cosmológica. Esta fue introducida inicialmente para estabilizar soluciones al sistema, pero se desechó posteriormente con el hallazgo de la expansión universal.Sin embargo, el paradigma cambió nuevamente al observar la aceleración cósmica,lo que condujo a la formulación de modelos cosmológicos que incorporaban una Λ no nula, como son los modelos de-Sitter, estado estacionario y Lemaitre. En estos modelos, Λ juega el rol de una fuerza expansiva adicional, interpretada comúnmente como energía oscura.

Al considerar la constante cosmológica, las ecuaciones de campo de Einstein se definen como:
{\textstyle R_{\mu \nu }-{\frac {1}{2}}Rg_{\mu \nu }+\Lambda g_{\mu \nu }={\frac {8\pi G}{c^{4}}}T_{\mu \nu }}             (ecuación 1)

En esta expresión, Rμν representa el tensor de curvatura de Ricci, gμν es el tensor métrico, y Tμν es el tensor de esfuerzo-energía, modelado convencionalmente como un fluido perfecto, y definido por:
{\displaystyle T_{\mu \nu }=(\rho +{\frac {P}{c^{2}}})U_{\mu }U_{\nu }+Pg_{\mu \nu }}                   (ecuación 2)

La métrica de Robertson-Walker, un postulado central en la cosmología moderna, propone simplificar las ecuaciones de Einstein a dos ecuaciones de Friedman:
{\displaystyle \left({\frac {\dot {a}}{a}}\right)^{2}={\frac {8\pi G\rho }{3}}+{\frac {\Lambda }{3}}-{\frac {c^{2}k}{a^{2}R_{o}^{2}}}}                (ecuación 3)
{\displaystyle {\frac {\ddot {a}}{a}}=-{\frac {4\pi G(\rho +{\frac {3P}{c^{2}}})}{3}}}                                 (ecuación 4)
Donde 'a' es el factor de escala, representando el «tamaño» del universo en función del tiempo. Observaciones astronómicas actuales apoyan un modelo cosmológico en el que el universo es plano, dominado por Λ y compuesto en su mayoría por radiación, materia oscura y materia bariónica.

De estas observaciones se deduce la ecuación de Friedman para un universo plano (por ejemplo, k = 0) como:
{\displaystyle H^{2}=\left({\frac {\dot {a}}{a}}\right)^{2}={\frac {8\pi G\rho }{3}}+{\frac {\Lambda }{3}}}                    (ecuación 5)
Este marco teórico se complementa con la idea de que el universo está impregnado por una energía oscura, que representa el consenso general en cosmología y física de partículas,  lo que conlleva una interpretación de la constante cosmológica como una densidad de energía, lo cual resulta en términos de densidad de energía oscura,  {\displaystyle \Lambda =8\pi G\rho _{\Lambda }}. Esta idea se refuerza aún más al considerar un universo estático (por ejemplo,  {\displaystyle {\dot {a}}}=0).

En ambos casos la ecuación resultante de Friedman es:
{\displaystyle H^{2}=\left({\frac {\dot {a}}{a}}\right)^{2}={\frac {8\pi G}{3}}(\rho +\rho _{\Lambda })}              (ecuación 6)
Las soluciones de Friedman derivadas en 1922 sugieren que existe una densidad crítica que obliga la planitud del universo. Estas soluciones a las ecuaciones de campo de Einstein de la relatividad general que describen la expansión métrica del espacio en modelos cosmológicos homogéneos e isotrópicos, es decir, modelos del universo que son iguales en todas las direcciones y en todos los lugares. La proporción de la densidad total de energía y masa al valor crítico es el parámetro de densidad Ω, y se encuentra cerca de 1.   Las principales contribuciones a este valor provienen de la energía oscura, la materia oscura y la materia bariónica.
Las contribuciones a este parámetro de densidad provienen de: la densidad del vacío (energía oscura), ΩΛ=0.683; la materia oscura, Ωd=0.268; y la materia bariónica, Ωb=0.049, sumando un total de ΩT=1. 
La ecuación de Friedman toma entonces la forma de un modelo Einstein-de Sitter en el que la constante cosmológica está acoplada a la densidad:
{\displaystyle \left({\frac {\dot {a}}{a}}\right)^{2}={\frac {8\pi G}{3}}(\rho _{b}+\rho _{d}+\rho _{\Lambda })={\frac {8\pi G}{3}}(0.049\rho _{\text{crit}}+0.268\rho _{\text{crit}}+0.683\rho _{\text{crit}})={\frac {8\pi G}{3}}\rho _{\text{crit}}}    (ecuación 7)
donde 
- {\displaystyle \rho _{b}} es la densidad debida a la materia bariónica;
- {\displaystyle \rho _{d}} es la densidad debida a la materia oscura;
- {\displaystyle \rho _{\Lambda }} es la densidad debida a la energía oscura; y
- {\displaystyle \rho _{\text{crit}}={\frac {3H_{o}^{2}}{8\pi G}}}

Utilizando el valor actual de: 
- {\displaystyle H_{o}=67.4\pm 0.5{\text{ km·s}}^{-1}{\text{·Mpc}}^{-1}} para la constante de Hubble , se obtiene la densidad crítica en el presente como
- {\displaystyle \rho _{\text{crit}}=8.53\times 10^{-30}{\text{ g/cm}}^{3}} y, por lo tanto,
- {\displaystyle \rho _{b}=0.049\rho _{\text{crit}}=4.18\times 10^{-31}{\text{ g/cm}}^{3}},
- {\displaystyle \rho _{d}=0.268\rho _{\text{crit}}=2.29\times 10^{-30}{\text{ g/cm}}^{3}} y
- {\displaystyle \rho _{\Lambda }=0.683\rho _{\text{crit}}=5.83\times 10^{-30}{\text{ g/cm}}^{3}}.
- La densidad de energía del vacío a la escala cosmológica es, por lo tanto, del orden de {\displaystyle 10^{-30}{\text{ g/cm}}^{3}}.

Sin embargo, la teoría cuántica de campos determina la densidad de energía del vacío sumando las energías {\displaystyle \hbar \omega /2} sobre todos los modos oscilatorios.  Como las fluctuaciones cuánticas predicen modos oscilatorios infinitos,esto da como resultado un valor infinito a menos que se renormalice en el límite de Planck. Al utilizar dicho valor de corte, se encuentra que la densidad de energía del vacío es:
{\displaystyle \rho _{\text{vac}}={\frac {c^{5}\hbar }{G^{2}}}={\frac {m_{l}}{l^{3}}}=5.16\times 10^{93}{\text{g/cm}}^{3}}                             (ecuación 8)
donde {\displaystyle m_{l}=2.18\times 10^{-5}{\text{g}}} es la masa de Planck y {\displaystyle l=1.616\times 10^{-33}{\text{cm}}} es la longitud de Planck. Este valor está bien respaldado tanto por la teoría como por los resultados experimentales.   
La densidad de energía del vacío cosmológico se refiere a la energía inherente al espacio vacío del universo. Esta energía del vacío juega un papel crucial en la cosmología actual, asociándose a menudo con la energía oscura, que es responsable de la expansión acelerada del universo. La densidad de energía del vacío cosmológico se determina a partir de la siguiente observación: {\displaystyle \rho _{\text{vac}}=5.83\times 10^{-30}{\text{g/cm}}^{3}}. Por lo tanto, no concuerda con la densidad de energía del vacío en el límite de Planck, predicha por la teoría cuántica de campos, {\displaystyle \rho _{\text{vac}}=5.16\times 10^{93}{\text{g/cm}}^{3}}. Esta discrepancia es significativa, 122 órdenes de magnitud, y se conoce como la catástrofe del vacío.

## Intentos fallidos de resolución de la discrepancia
Posibles intentos de resolver esta discrepancia, revisados por Weinberg,incluyen la introducción de un campo escalar acoplado a la gravedad de tal manera que ρvac se cancela automáticamente cuando el campo escalar alcanza el equilibrio.Un segundo enfoque imagina una profunda simetría que no es aparente en la teoría de campo efectiva pero que, sin embargo, restringe los parámetros de esta teoría efectiva de modo que ρvac es cero o pequeño.Luego está la idea de la quintesencia que afirma que la constante cosmológica es pequeña porque el universo es antiguo y, por lo tanto, imagina un campo escalar que desciende en un potencial gobernado por una ecuación de campo.  Cuando un campo escalar que varía lentamente está acoplado mínimamente a la gravedad, puede llevar a la aceleración observada del universo. Esta idea de la quintesencia ha sido respaldada por la reciente conjetura ofrecida por Obiedpara explicar por qué la teoría de cuerdas no ha podido construir un vacío de Sitter metaestable. El universo «permitido» resultante apunta a un universo en expansión en el cual la energía del vacío disminuye a una velocidad por encima de un límite inferior específico, es decir, un universo quintaesente. 
Finalmente, las consideraciones antropogénicas aplican un límite antropogénico en +ve  ρvac  estableciendo el requisito de que no debería ser tan grande como para evitar la formación de galaxias. Usando un simple modelo esférico de caída de Peebles, el límite superior da {\displaystyle \rho _{v}} como no mayor que la densidad de masa cósmica en el momento de la formación de la primera galaxia (z = 5), que es aproximadamente 200 veces la densidad de masa actual, y por lo tanto, una gran mejora respecto a los 122 órdenes de magnitud. Por lo tanto, hasta ahora, la catástrofe del vacío no está resuelta.

## El modelo holográfico generalizado
El modelo holográfico ofrece una solución cuantizada a la gravedad en términos de Unidades Esféricas de Planck (PSU) en un enfoque holográfico generalizado que postula una solución teórica al problema de la catástrofe del vacío. De Haro et al. modelaron una reconstrucción holográfica del espacio-tiempo.El profesor Kostas Senderis, físico teórico del departamento de matemáticas de la Universidad de Southampton declaró que:

La holografía es un gran avance en la forma en que pensamos sobre la estructura y creación del universo. La teoría de la relatividad general de Einstein explica casi todo a gran escala en el universo muy bien, pero comienza a desentrañarse al examinar sus orígenes y mecanismos a nivel cuántico. Los científicos han estado trabajando durante décadas para combinar la teoría de la gravedad de Einstein y la teoría cuántica. Algunos creen que el concepto de un universo holográfico tiene el potencial de reconciliar los dos. Espero que nuestra investigación nos acerque un paso más hacia esto.
Kostas Senderis

Las investigaciones del equipo de Senderis sugieren que la naturaleza del universo es holográfica y fractal. Siguiendo el principio holográfico de 't Hooft,, basado en las fórmulas de Bekenstein-Hawking para la entropía de un agujero negro, se analiza la entropía de superficie y volumen de un sistema esférico. El bit holográfico de información se define como una unidad esférica de Planck oscilante (PSU), establecido como:
{\displaystyle PSU={\frac {4}{3}}\pi r_{l}^{3}}                       (ecuación 9)
donde: {\displaystyle r_{1}={\frac {1}{2}}}

Estas PSU, o voxels de Planck, se sitúan a lo largo del área de un horizonte superficial esférico, estableciendo una relación holográfica con la densidad de información de masa-energía en el interior.
En este enfoque holográfico generalizado se propone que la información/entropía de un horizonte superficial esférico debe calcularse en bits esféricos y así define la información/entropía superficial en términos de PSUs, como:
{\displaystyle \eta ={\frac {A}{\pi r_{l}^{2}}}}                             (ecuación 10)
En este enfoque holográfico generalizado se sugiere que la información/entropía de un horizonte de superficie esférica debe calcularse en bits esféricos y, por lo tanto, define la información/entropía de la superficie en términos de PSUs, de la siguiente manera:
{\displaystyle n={\frac {A}{\pi r^{2}}}}  (ecuación 10)
donde el área de Planck, tomada como una unidad de información/entropía, es el disco ecuatorial de una unidad esférica de Planck, {\displaystyle \pi r_{l}^{2}}, y A es el área de superficie de un sistema esférico. Notamos que en esta definición la entropía es ligeramente mayor (~ 5 veces) que la establecida por el límite de Bekenstein, y la constante de proporcionalidad se toma como unidad (en lugar de 1/4 como en la entropía de Bekenstein-Hawking). Se ha sugerido anteriormente que la entropía cuántica de un agujero negro puede no ser exactamente igual a {\displaystyle A/4}. Para diferenciar entre modelos, la información/entropía S, codificada en el límite de superficie en el modelo holográfico generalizado, se denomina {\displaystyle \eta \equiv S}.
Como propuso inicialmente 't Hooft, el principio holográfico establece que la descripción de un volumen de espacio puede codificarse en su límite de superficie, con un grado discreto de libertad por área de Planck, que puede describirse como variables booleanas evolucionando con el tiempo.
Siguiendo la definición de información de superficie {\displaystyle \eta }, la información/entropía dentro de un volumen de espacio se define de manera similar en términos de PSU como:
{\displaystyle R={\frac {V}{{\frac {4}{3}}\pi r_{l}^{3}}}={\frac {r^{3}}{r_{l}^{3}}}}                                 (ecuación 11)
Se ha demostrado que la relación holográfica entre el potencial de energía de transferencia de la información superficial y la información del volumen, equivale a la masa gravitacional del sistema. Ello implica que para cualquier agujero negro con radio de Schwarzschild rs, la masa ms puede expresarse como:
{\displaystyle m_{S}={\frac {R}{\eta }}ml}                                                            (ecuación 12)
donde {\displaystyle \eta } es el número de PSU en el horizonte de la superficie esférica y {\displaystyle R} es el número de PSU dentro del volumen esférico. Por lo tanto, se obtiene una equivalencia de masa gravitacional holográfica con la solución de Schwarzschild en términos de una estructura granular discreta del espacio-tiempo a la escala de Planck, ofreciendo una solución cuantizada a la gravedad en términos de unidades esféricas de Planck (PSUs). Cabe señalar que esta visión de la estructura interior del agujero negro en términos de PSUs está respaldada por el concepto de moléculas de agujero negro y sus densidades numéricas relevantes según lo propuesto por Miao y Xu  y Wei y Lui. Asimismo, la relación entre la estructura interior en términos de "voxels" y los píxeles del horizonte conectante se discute en el trabajo de Nicolini.
Estas consideraciones llevan a la exploración de la agrupación de la estructura del espacio-tiempo a escala nucleónica, donde se descubrió que un valor preciso para la masa {\displaystyle m_{p}} y el radio de carga {\displaystyle r_{p}} de un protón puede definirse como:
{\displaystyle m_{p}=2\eta Rm_{l}=2\phi m_{l}}                                            (ecuación 13)
{\displaystyle r_{p}={\frac {4l_{m}l}{m_{p}}}=0.841236(28)\times 10^{-13}cm}              (ecuación 14)
Donde {\displaystyle \phi =\eta R} se define como una relación holográfica fundamental. Significativamente, este valor está dentro de un acuerdo de {\displaystyle 1\sigma } con las últimas mediciones muónicas del radio de carga del protón, en relación con una varianza de {\displaystyle 7\sigma } en el enfoque estándar.

## Modelos innovadores que resuelven la discrepancia

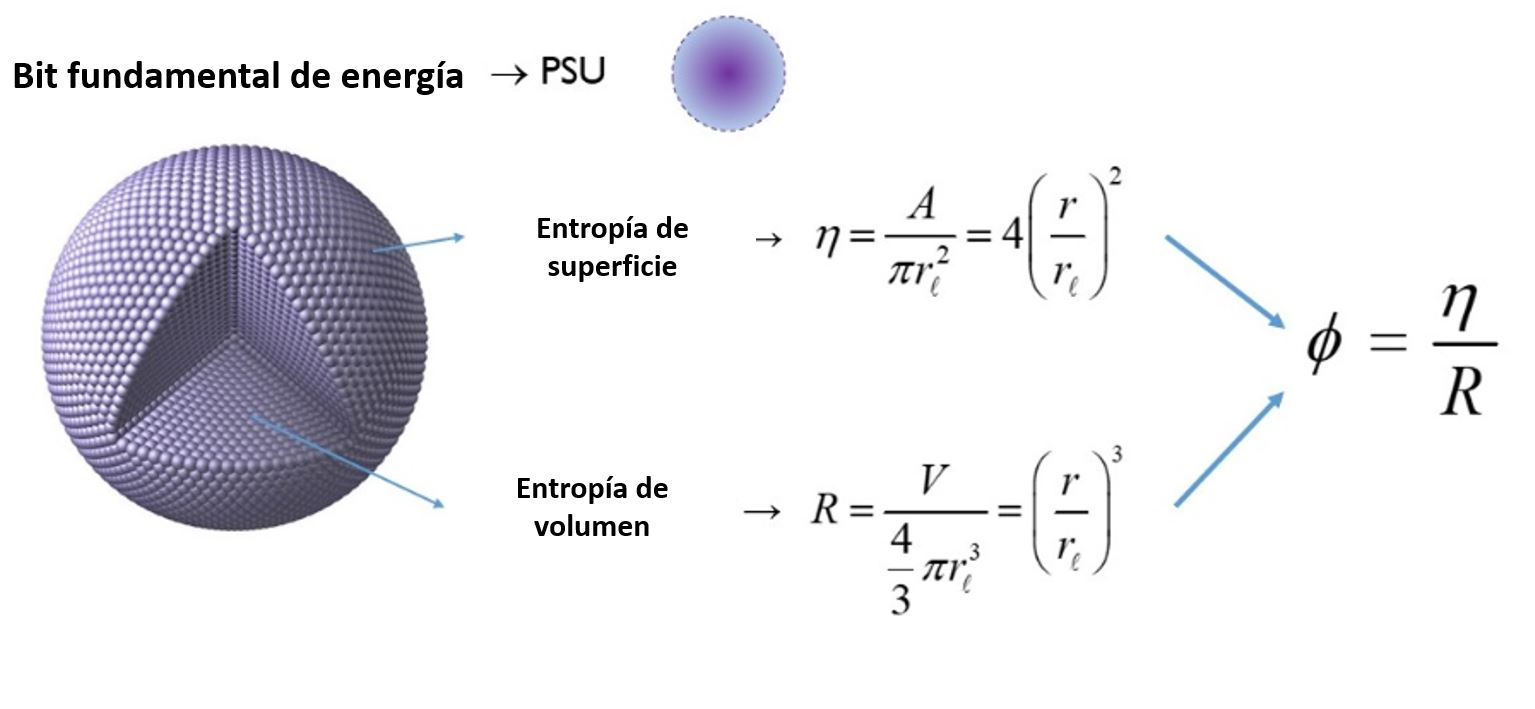
Ratio holográfica. La entropía de superficie a volumen de un sistema esférico proporciona la relación holográfica ɸ obtenida al dividir la superficie y llenar el volumen de dicho sistema esférico con las Unidades Esféricas de Planck (PSUs) -la masa de Planck en un volumen esférico de Planck con radio de Planck (longitud de Planck / 2)- que son unidades de densidad de energía en la escala de Planck

Para resolver la catástrofe del vacío, se debe comprender en primer lugar de dónde proviene el valor de la densidad de energía del vacío a escala de Planck. Algunos autores postulan que la estructura física y, por lo tanto, la densidad de energía a esta escala se representa más adecuadamente en términos de PSUs, de modo que la densidad de energía del vacío a escala de Planck, {\displaystyle \rho _{l}}, se puede expresar como,
{\displaystyle \rho _{l}=m_{PSU}=9.86\times 10^{93}{\text{g/cm}}^{3}}.
La densidad de energía del vacío a escala cuántica es, por lo tanto, {\displaystyle \rho _{l}=9.86\times 10^{93}{\text{g/cm}}^{3}} en lugar del valor {\displaystyle \rho _{vac}=5.16\times 10^{93}{\text{g/cm}}^{3}} dado en la ecuación (8).
El modelo holográfico generalizado describe cómo cualquier cuerpo esférico puede considerarse en términos de su empaquetamiento PSU, o entropía de volumen, R. La masa-energía {\displaystyle M_{R}} en términos de PSU, por lo tanto, puede expresarse como {\displaystyle M_{R}=Rm_{l}} y la densidad de masa-energía se da como, {\displaystyle \rho _{R}=M_{R}/V}.
En el caso del protón, la masa-energía en términos de masa de Planck se calcula como {\displaystyle M_{R}=Rm_{l}=2.45\times 10^{55}{\text{g}}}, que es equivalente a la masa del universo observable (es decir, {\displaystyle M_{u}=136\times 2^{256}\times m_{p}=N_{Edd}m_{p}=2.63\times 10^{55}{\text{g}}} en términos del número de Eddington; y {\displaystyle M_{u}\approx 3.63\times 10^{55}{\text{g}}} a partir de mediciones de densidad). Dado que estos valores para la masa del universo observable son solo aproximaciones, se toma la masa del universo observable como la masa-energía del protón, con base en los cálculos anteriores. La densidad de masa-energía del universo, por lo tanto, se puede definir en términos de la densidad de masa-energía del protón. Así, a escala cosmológica, la densidad de masa-energía, o densidad de energía del vacío, se calcula como,
{\displaystyle \rho _{u}=\rho _{R}={\frac {M_{R}}{V_{U}}}={\frac {Rm_{l}}{V_{U}}}=2.26\times 10^{-30}{\text{g/cm}}^{3}=0.265\rho _{crit}}      (ecuación 15)
donde {\displaystyle V_{U}=1.08\times 10^{85}{\text{cm}}^{3}} y se encontró tomando {\displaystyle r_{U}} como el radio de Hubble {\displaystyle r_{H}=c/H_{o}=1.37\times 10^{28}{\text{cm}}}. Por lo tanto, cuando se considera la densidad de energía del vacío del universo en términos de la densidad del protón y el empaquetamiento PSU del protón (es decir, su entropía de volumen, R), se halló que la densidad escala por un factor de 10122. También debe señalarse que este valor para la densidad de masa-energía se encuentra que es equivalente a la densidad de materia oscura, {\displaystyle \rho _{d}=0.268\rho _{crit}}.
De manera similar, la densidad de energía del vacío se puede considerar en términos del mosaico superficial del PSU (es decir, su entropía superficial, {\displaystyle \eta }), a medida que el radio se expande desde la escala de Planck {\displaystyle \rho _{l}} hasta la escala cosmológica. La densidad del vacío a escala cosmológica, por lo tanto, se da como,
{\displaystyle \rho _{u}=\rho _{l}\eta =8.53\times 10^{-30}{\text{g/cm}}^{3}=\rho _{crit}}       (ecuación 16)
donde {\displaystyle \eta } se encuentra suponiendo un universo de caparazón esférico con radio {\displaystyle r_{U}=r_{H}}. El cambio resultante en la densidad, desde la densidad del vacío a escala de Planck hasta esa a escala cosmológica, produce un equivalente exacto a la densidad crítica actualmente observada del universo, {\displaystyle \rho _{crit}}. Por lo tanto, cuando consideramos el enfoque holográfico generalizado, que describe cómo cualquier cuerpo esférico puede considerarse en términos de su empaquetamiento PSU, mostramos la relación de escala entre los PSUs y un universo de caparazón esférico y resolvemos la discrepancia de 122 órdenes de magnitud entre la densidad de energía del vacío a escala de Planck y la densidad de energía del vacío a escala cosmológica.
La solución presentada aquí está en línea con las ideas de quintaesencia en las que la densidad de masa-energía está gobernada por el factor de escala {\displaystyle \eta ^{-1}\phi } , de modo que {\displaystyle \rho _{\phi }=\rho _{l}\eta _{\phi }} para {\displaystyle \eta _{\phi }>\eta _{l}}. Siguiendo este enfoque, la ecuación de Friedman se puede escribir en la forma:
{\displaystyle H_{\phi }^{2}={\frac {8\pi G}{3}}\rho _{\phi }={\frac {8\pi G}{3}}\rho _{l}\eta _{\phi }}                            (ecuación 17)
que también se puede dar en términos del radio variable, de modo que {\displaystyle \rho _{\phi }=\rho _{l}4\left({\frac {r_{l}}{r_{\phi }}}\right)^{2}} para {\displaystyle r_{\phi }>r_{l}} y la ecuación de Friedman se convierte en:
{\displaystyle H_{\phi }^{2}={\frac {8\pi G}{3}}\rho _{\phi }={\frac {8\pi G}{3}}\rho _{l}4\left({\frac {r_{l}}{r_{\phi }}}\right)^{2}={\frac {2\pi G}{3}}\rho _{l}\left({\frac {r_{l}}{r_{\phi }}}\right)^{2}}     (ecuación18)
Estos hallazgos concuerdan con los de Ali y Dasquienes, en un intento de resolver los problemas actuales de cosmología, interpretan uno de los términos de corrección cuántica en la ecuación de Friedman de segundo orden como energía oscura. A partir de las ecuaciones corregidas cuánticamente de Raychaudhuri, encuentran el primer término de corrección {\displaystyle \Lambda _{Q}=1/L_{0}^{2}} donde {\displaystyle L_{0}} se identifica como la dimensión lineal actual de nuestro universo observable, de modo que {\displaystyle \lambda _{Q}=10^{-123}} en unidades planckianas.
Esencialmente, se agrega el término de corrección {\displaystyle \Lambda _{Q}=r_{l}^{2}/L_{0}^{2}} a la vez que se incluye el factor de escala {\displaystyle r_{l}^{2}/r_{\phi }^{2}}. Sin embargo, esta solución describe una descripción puramente cuántica del universo suponiendo que los efectos de gravedad cuántica están prácticamente ausentes, mientras que los resultados descritos aquí muestran cómo, a medida que la densidad cambia con el radio, existe un campo escalar que está acoplado a la gravedad y, por lo tanto, rueda por un potencial gobernado por una solución holográfica cuantizada generalizada para la gravedad. 
Se han propuesto modelos invariantes de escala similares por Maeder quien, al igual que la dinámica newtoniana modificada de Milgrom (MOND, por sus siglas en inglés), define un límite donde la invariancia de escala es aplicable a grandes escalas (es decir, aceleraciones bajas en MOND). En su modelo, Maeder utiliza un nuevo sistema de coordenadas, derivado del análisis tensorial invariante de escala, y al igual que Milgrom y Verlinde, encuentra un factor adicional {\displaystyle \kappa _{v}} que se opone a la gravedad. Curiosamente, y en línea con los hallazgos de la solución holográfica, Maeder señala que con este nuevo sistema de coordenadas, tanto la presión como la densidad no son invariantes de escala.
También debe señalarse que la equivalencia encontrada entre la densidad crítica y la encontrada a partir de la entropía superficial (ecuación 16) produce una masa crítica que obedece la solución de Schwarzschild para un universo con un radio del radio de Hubble,
{\displaystyle M_{crit}=\rho _{l}\eta V_{u}=m_{l}\phi =9.24\times 10^{55}{\text{g}}(\equiv r_{sc}2{\sqrt {2G}})}      (ecuación 19)
La idea de que el universo observable es el interior de un agujero negro fue propuesta originalmente por Pathria y Good y más recientemente por Poplowski. Si tal solución es cierta, entonces esto daría las condiciones ideales para estudiar el interior de un agujero negro.

## Estado actual y perspectivas
Intentos anteriores para resolver la catástrofe del vacío incluyen grandes correcciones cuánticas.  Sin embargo, tales teorías no ofrecen ninguna explicación física y, aunque soluciones como las de Zlatev no dependen de ningún ajuste fino de las condiciones iniciales, todavía se requiere un ajuste fino para establecer la densidad de energía del campo escalar igual a la densidad de energía de la materia y radiación en el tiempo presente, es decir, en el cruce de dominio de materia a campo escalar (o vacío) dominado. Este fue el punto débil del universo en estado estacionario de Hoyle, ya que, aunque pudo mostrar propiedades de expansión con la introducción del vector espacio-temporal C, no se propuso ninguna explicación física.
La solución holográfica utiliza el enfoque holográfico generalizado, ofreciendo una explicación física que, por lo tanto, es inherente dentro de las ecuaciones de la relatividad general de tal manera que no se necesitan términos de corrección. Aún ocurre la renormalización, donde el límite para la renormalización es la unidad de Planck (PSU) que se basa en las constantes fundamentales de la naturaleza (dentro de nuestro universo al menos).
De manera similar, Huang, quien presenta un modelo superfluido del universo, intenta resolver el problema del ajuste fino asumiendo un campo escalar complejo auto-interactuante que surge con el big bang. El potencial (definido como el potencial Halpern-Huang) luego crece desde cero a medida que la escala de longitud se expande (es decir, debería ser asintóticamente libre) y la constante cosmológica, en términos de un corte de alta energía, disminuye con el universo en expansión.
La naturaleza de las constantes fundamentales y los grandes números adimensionales resultantes de sus relaciones ha sido un enigma por mucho tiempo,  y se han introducido conceptos como una G variable  y la creación continua de materia.La relación entre el número de partículas en el universo y la proporción de Weyl mostró que el número de partículas en el universo debería aumentar proporcionalmente al cuadrado de la edad del universo y, por lo tanto, la materia debe ser creada continuamente. La cosmología en estado estacionario, previamente sugerida por Hoyley Einstein,ofreció tal concepto, pero con una G constante, a diferencia de Dirac y su G variable. La solución holográfica resuelve este problema sugiriendo que es la densidad de masa-energía la que está cambiando y no G, estableciendo que la densidad de masa-energía disminuye con el tamaño creciente del universo, por lo que aunque el número de partículas en el universo está aumentando, con la creación continua de materia la energía/información se conserva. Ello implica que las partículas que salen del universo observable se compensan con la creación de nuevas partículas donde es solo a través de la creación de materia que un universo en expansión puede ser consistente con la conservación de masa dentro del universo observable.
El paradigma cosmológico estándar ΛCDM postula que la expansión acelerada del universo se debe a una presión negativa atribuida a un componente denominado energía oscura. A pesar de su consistencia con los datos derivados del CMB (Cosmic Microwave Background, por su siglas en inglés), estructuras a gran escala y supernovas tipo Ia, este modelo aún enfrenta desafíos para elucidar el problema de la coincidencia y el enigma cosmológico. Corda propuso en 2009que teorías extendidas de gravedad, donde el Lagrangiano se ve modificado mediante la inclusión de términos de alto orden en los invariantes de curvatura o acoplamientos no mínimos con campos escalares, pueden dar lugar a escenarios inflacionarios que atienden ciertas problemáticas, incluida la mencionada expansión acelerada. Estas ideas son coherentes con las perspectivas teóricas holográficas más recientes, las cuales sugieren que la aceleración cósmica puede interpretarse a partir de un gradiente de presión emergente del potencial de transferencia de información en horizontes cosmológicos. 
En síntesis, la implementación de un enfoque holográfico generalizado permite abordar la desviación de 122 órdenes de magnitud observada entre la densidad de energía del vacío a escala de Planck y la correspondiente a escala cosmológica. Este logro no solamente proporciona una resolución a uno de los problemas más persistentes en la física teórica, sino que, además, refrenda la validez de este tratamiento geométrico. Los pormenores relativos a la creación de materia y la dinámica de expansión cósmica siguen siendo objeto de estudio. Pero el enfoque o solución holográfica a la catástrofe del vacío podría tener ramificaciones profundas en campos como astrofísica, cosmogénesis, la evolución del universo y la cosmología cuántica, instigando así futuras investigaciones y desarrollos teóricos.